# Webmin
Webmin és una eina de configuració de sistemes a través de web per OpenSolaris, GNU/Linux i altres sistemes Unix. Amb el que es poden configurar aspectes interns de molts sistemes operatiu, com usuaris, quotes d'espai, serveis, arxius de configuració, apagada de l'equip, etc. A més, permet modificar i controlar moltes aplicacions open source, com el Servidor HTTP Apache, PHP, MySQL, DNS, Samba, DHCP, entre d'altres.
Webmin està escrit en Perl, versió 5, executant-se com el seu propi procés i servidor web. De manera predeterminada, es comunica a través del port TCP 10000, i pot ser configurat per utilitzar SSL si OpenSSL està instal·lat amb mòduls de Perl addicionals requerits.
Està construït a partir de mòduls, els quals tenen una interfície als arxius de configuració i el servidor Webmin. Això fa fàcil l'addició de noves funcionalitats sense gaire esforç. A causa del disseny modular de Webmin, és possible per a qualsevol interessat escriure extensions per a configuració d'escriptori.
Webmin també permet controlar diverses màquines a través d'una interfície simple, o iniciar sessió en altres servidors webmin de la mateixa subxarxa o xarxa d'àrea local.
Codificat per l'australià Jamie Cameron, Webmin està alliberat sota Llicència BSD. Existeix també Usermin, que és la versió reduïda del Webmin.

## Captures

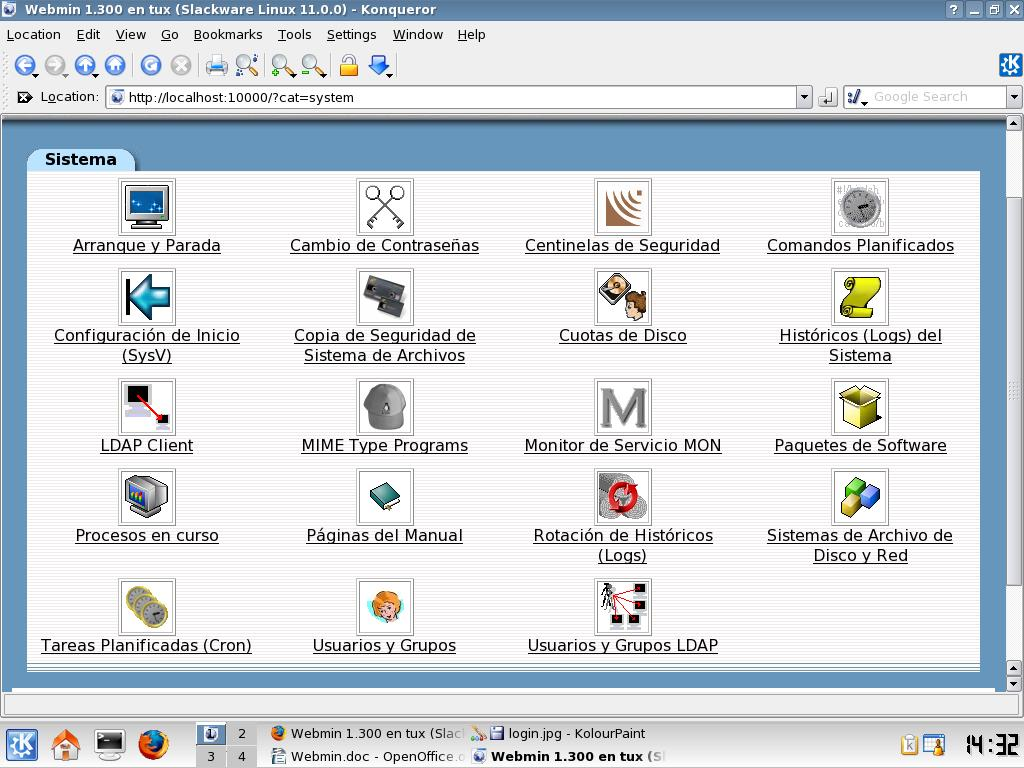
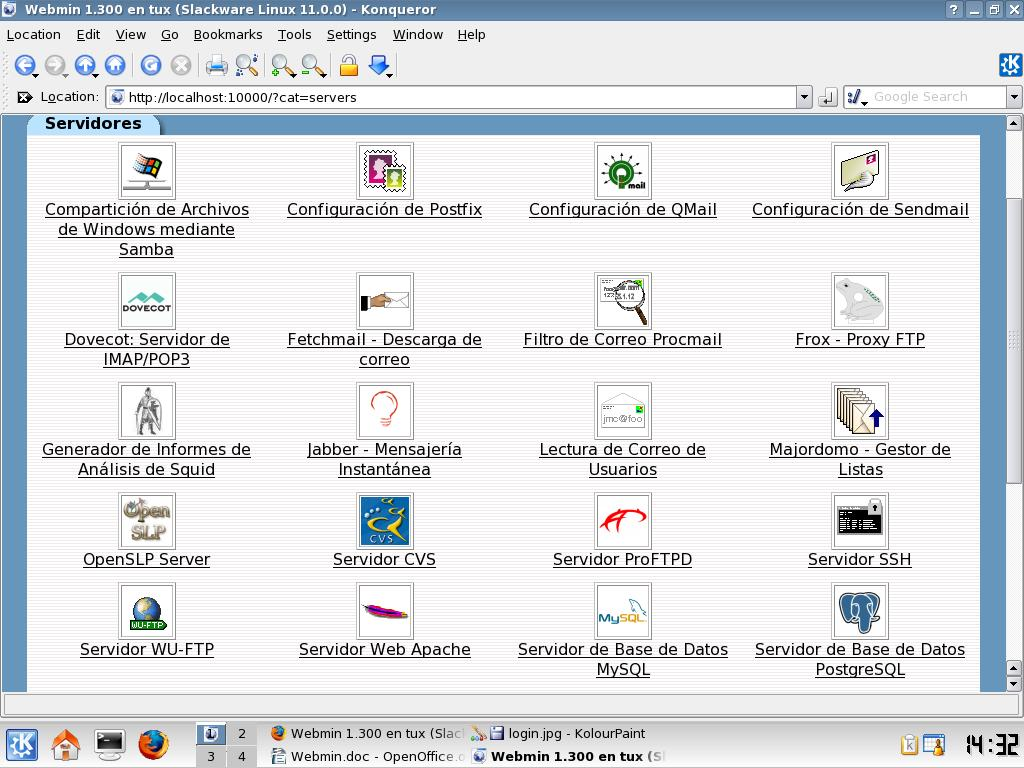
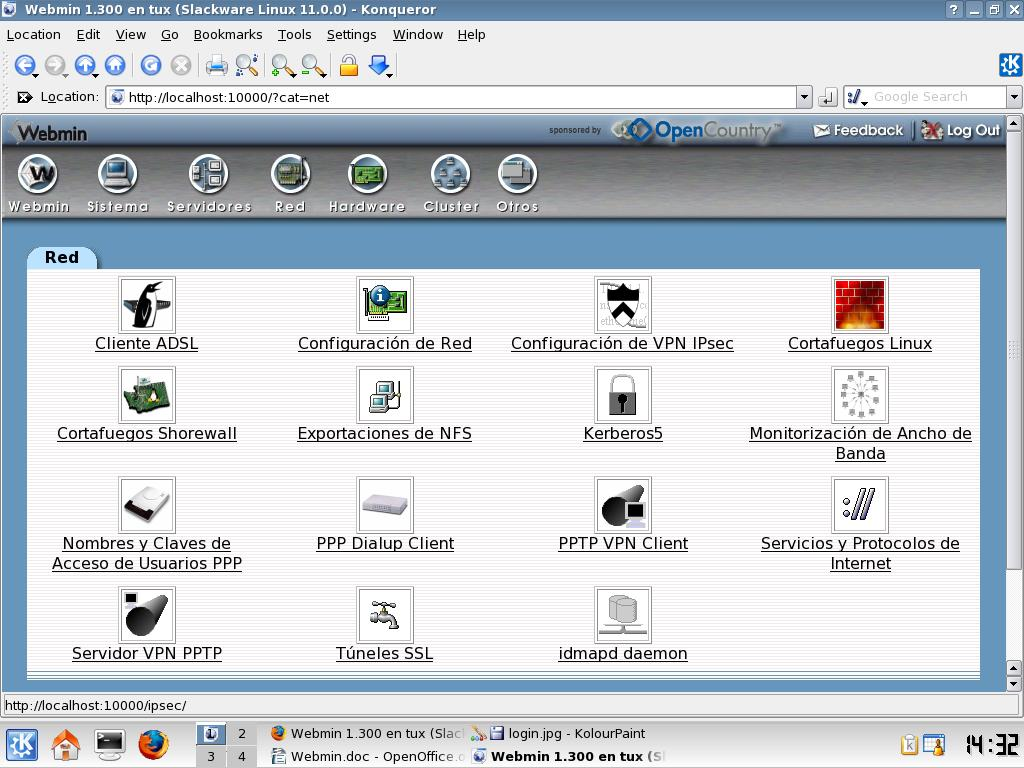
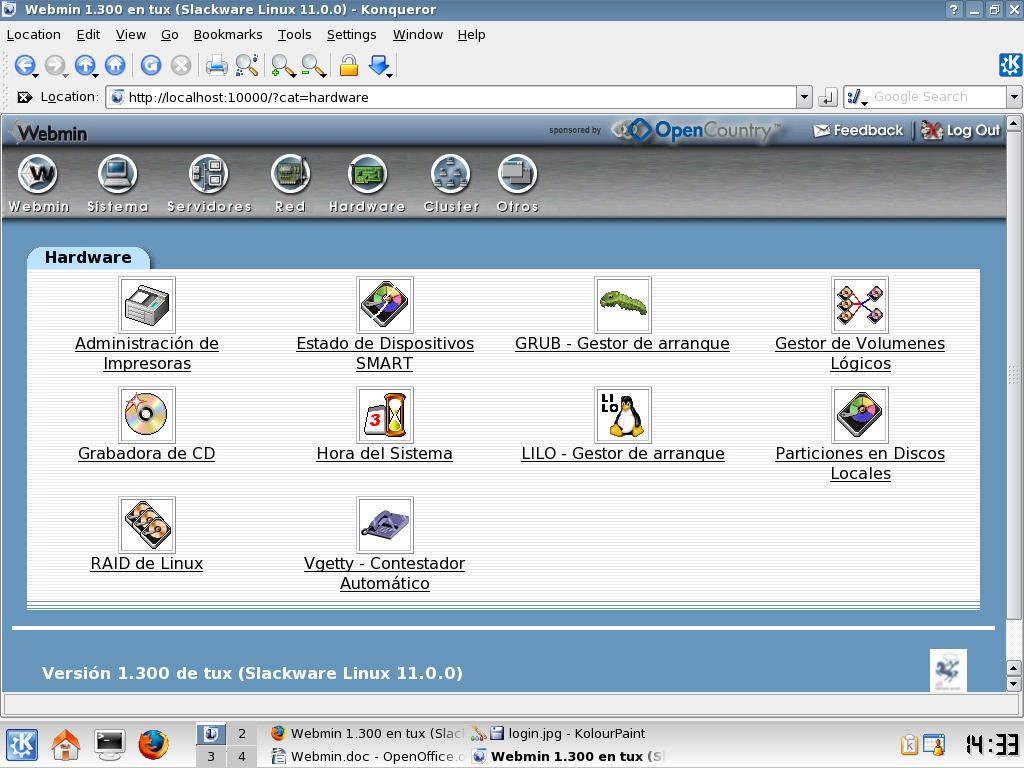